# 1412
Évszázadok: 14. század – 15. század – 16. század
Évtizedek: 1360-as évek – 1370-es évek – 1380-as évek – 1390-es évek – 1400-as évek – 1410-es évek – 1420-as évek – 1430-as évek – 1440-es évek – 1450-es évek – 1460-as évek
Évek: 1407 – 1408 – 1409 – 1410 –  1411 – 1412 – 1413 – 1414 – 1415 – 1416 – 1417

## Események
- március – Luxemburgi Zsigmond békét köt a lengyel királlyal.
- Ozorai Pipó Mottánál és Bellunónál nagy győzelmeket arat a velenceiek felett.
- Go-Komacu japán császárt Soko császár követi a trónon.

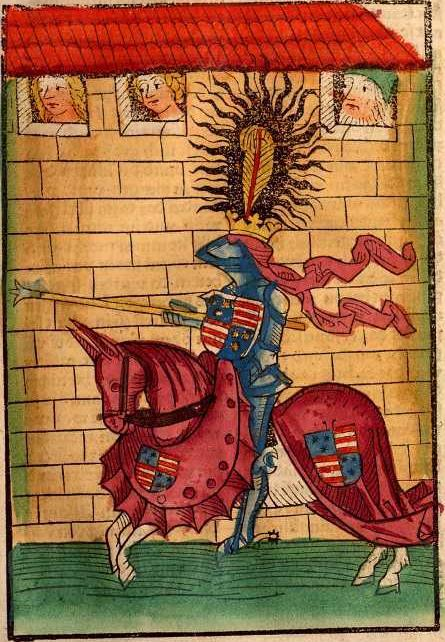
Cillei Hermann bán Zsigmond budai lovagi tornáján, a magyar király képében

- június 3.–11. – Lovagi torna és találkozó Budán, Zsigmond magyar király meghívására.
- június 12. – Filippo Maria Visconti (Giovanni Maria fivére) lesz Milánó hercege (1447-ig uralkodik).
- június 24. – I. Ferdinánd aragóniai király (I. János kasztíliai király és Aragóniai Eleonóra fia) trónra lépése (1416-ig uralkodik).
- II. János kasztíliai király törvényben korlátozza a zsidók jogait, többek között megkülönböztető öltözéket kell viselniük és nem kaphatnak hivatali állásokat.
- augusztus – A velenceiek győznek Mottánál Zsigmond serege felett és beveszik Sebenicot.
- november 8. Zsigmond 80 000 aranyért 13 szepesi várost elzálogosít a lengyel királynak.
- Váltakozó sikerekkel folytatódik a magyar-velencei háború.
- III. Manuélt fia, IV. Alexiosz követi a Trapezunti Császárság trónján (1429-ig uralkodik).

## Születések
- január 6. – Jeanne d’Arc (más néven Szent Johanna) katolikus szent és francia nemzeti hős. († 1431)

## Halálozások
- május 16. – Giovanni Maria Visconti milánói herceg (* 1389).
- augusztus 6. – Durazzói Margit nápolyi, magyar és horvát királyné, a Nápolyi Királyság régense, III. Károly nápolyi és magyar király felesége (* 1347)
- október 28. – I. Margit dán királynő (* 1353)